# Leucoloma dichotomum
Leucoloma dichotomum là một loài rêu trong họ Dicranaceae. Loài này được P. Beauv. Renauld mô tả khoa học đầu tiên năm 1898.